# Ольховец (Каменец-Подольский район)
Ольховец (укр. Вільховець) — село в Каменец-Подольском районе Хмельницкой области Украины.
Население по переписи 2001 года составляло 250 человек. Почтовый индекс — 32370. Телефонный код — 3849. Занимает площадь 2,994 км².

## Местный совет
32370, Хмельницкая обл., Каменец-Подольский р-н, с. Колыбаевка